# Arrens-Marsous
 Arrens-Marsous  (en occitano Arrens-Marsós) es una población y comuna francesa, situada en la región de Mediodía-Pirineos, departamento de Altos Pirineos, en el distrito de Argelès-Gazost y cantón de Aucun.

## Geografía

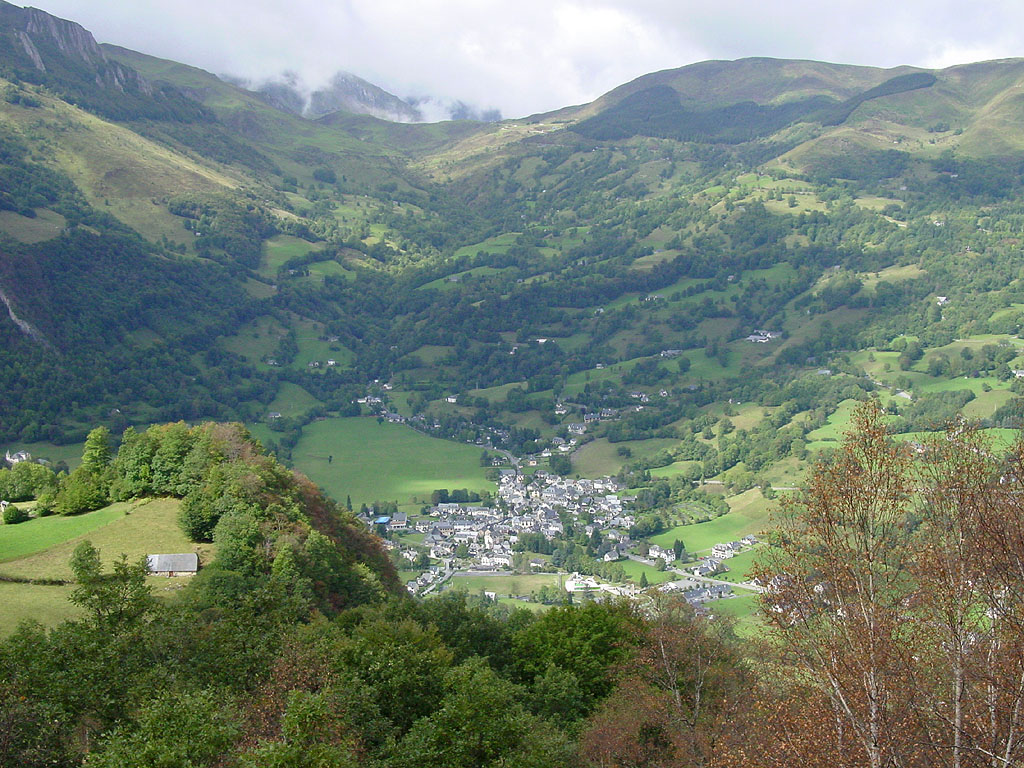
Arrens-Marsous en Val de Azun.

Municipio situado en el Pirineos sobre él Torrente pirenaico de Arrens y sobre la antigua carretera nacional 618 en el corazón de valle de Azun. Desempeña allí un papel preponderante y protege así la Casa del valle de Azun y de Parque nacional de los Pirineos.  Arrens está situado  a 12 km de Argelès-Gazost, a 34 km de Laruns y a 42 km de Nay.

### Municipios limítrofes
- Ferrières en el norte * Ninguno en el nordeste * Arbéost en el noroeste * Béost, Aguas-criadas, Laruns (del norte en el sur) al oeste * Sallent de Gállego (comunidad autónoma de Aragón,  España) en el sur * Estaing al este.

## Demografía
| 927 | 782 | 726 | 711 | 721 | 697 | 763 |
| Para los censos de 1962 a 1999 la población legal corresponde a la población sin duplicidades (Fuente: INSEE [Consultar]) |     |     |     |     |     |     |

## Lugares y monumentos
- Iglesia de Arrens.
- Iglesia de Marsous.
- Capilla Nuestra Dama de Poueylaün, dicha " Capilla dorada ".
- Espacio nórdico de Val de Azun, campo de esquí de fondo.
- Parque nacional de Pirineos.
- Camping de Hèche.

## Personalidades vinculadas al municipio
- Miguel Camélat (1871 Arrens - 1962 Tarbes) félibre y escritor gascón, antiguo alcalde de Arrens.
- Juan-bautista Fauret (28 de octubre de 1926 en Arrens-Marsous - 14 de septiembre de 1984), misionero obispo.